# بيل غراهام (سياسي)
بيل غراهام (بالإنجليزية: Bill Graham)‏ هو مذيع ‏ وسياسي أسترالي، ولد في 22 أغسطس 1919 في سيدني في أستراليا، وتوفي في 18 فبراير 1995. حزبياً، نشط في الحزب الليبرالي الأسترالي. وقد انتخب عضو مجلس النواب الأسترالي عن دائرة Division of North Sydney ‏ (26 نوفمبر 1966 – 19 سبتمبر 1980) وانتخب عضو مجلس النواب الأسترالي عن دائرة Division of St George ‏ (10 ديسمبر 1955 – 22 نوفمبر 1958) وانتخب عضو مجلس النواب الأسترالي عن دائرة Division of St George ‏ (10 ديسمبر 1949 – 29 مايو 1954).